# Elizabeth Poea Harmon
Elizabeth Poea „Liz“ Harmon (* 9. Januar 1992 in Rarotonga) ist eine Fußballspielerin von den Cookinseln.

## Karriere

### Im Verein
Sie gehört dem Tupapa Maraerenga FC an. 2008 wurde sie auf den Cookinseln zur Spielerin des Jahres gekürt.

### International
Harmon ist aktuelle Spielerin der Frauen-Fußballnationalmannschaft der Cookinseln und vertrat ihr Heimatland bei den 14. Pazifikspielen 2011 in Neukaledonien. Im Jahre 2007 nahm sie als jüngste Teilnehmerin ihres Landes an den Pazifischen Spielen teil. Harmon kam bei den Pazifischen Spielen 2007 in Samoa auf insgesamt drei Spiele.

## Privates
Ihre jüngere Schwester Temata Harmon spielt ebenfalls Fußball und gehört der Juniorennationalmannschaft (Te Au O Tonga) an.

## Erfolge
- 2008: Spielerin des Jahres auf den Cookinseln